# Roeselia conspicua
Roeselia conspicua är en fjärilsart som beskrevs av Dyar 1898. Roeselia conspicua ingår i släktet Roeselia och familjen trågspinnare. Inga underarter finns listade.